# Джонс, Лупита
Мари́я де Гуадалу́пе «Лупи́та» Джонс Гара́й (исп. María de Guadalupe «Lupita» Jones Garay; род. 6 сентября 1967 года) — мексиканская модель, актриса и королева красоты, получившая титул Мисс Вселенная 1991 года. Она стала первой мексиканкой, победившей в этом конкурсе.

## Биография
Лупита Джонс получила степень в области делового администрирования, прежде чем стать Мисс Вселенная, а также окончила аспирантуру по промышленному администрированию в Центре технической и высшей школы в своем родном городе Мехикали, Нижняя Калифорния.
В сентябре 1990 года Джонс завоевала титул Señorita México, представляющей штат Нижняя Калифорния.
17 мая 1991 года она соревновалась с 72 участницами за титул Мисс Вселенная 1991 в Лас-Вегасе, штат Невада, представляя Мексику. Она вышла в полуфинал соревнований, заняв первое место.
Джонс была единственной участницей со средним баллом выше 9. Во время финального этапа она выиграла каждый раунд конкурса: купальник, интервью и вечернее платье. Она доминировала в следующих двух раундах конкурса (6 лучших вопросов судей и 3 лучших финальных вопроса) и выиграла корону, призы и титул Мисс Вселенная.
После окончания своего правления в 1992 году она основала компанию Promocertamen в 1994 году вместе с Televisa для производства Nuestra Belleza México, официального конкурса Мексики, ответственного за выбор делегатов Мексики для Мисс Вселенная, Мисс Мира и Мисс Интернешнл.
В 1997 году она попыталась запустить первый конкурс красоты для мужчин, El Modelo México, но шоу привлекло мало внимания публики.
С 2008 по 2014 год Лупита Джонс и давний конкурсный директор Осмел Соуза собрались вместе, чтобы выступить в качестве судей на шоу Nuestra Belleza México, созданном американской испаноязычной сетью Univision, которая отбирает молодых женщин латиноамериканского происхождения по всей территории США.